# I. e. 15
Évszázadok: i. e. 2. század – i. e. 1. század – 1. század
Évtizedek: i. e. 60-as évek – i. e. 50-es évek – i. e. 40-es évek – i. e. 30-as évek – i. e. 20-as évek – i. e. 10-es évek – i. e. 1-es évek – 1-es évek – 10-es évek – 20-as évek – 30-as évek
Évek: i. e. 20 – i. e. 19 – i. e. 18 – i. e. 17 –  i. e. 16 – i. e. 15 – i. e. 14 – i. e. 13 – i. e. 12 – i. e. 11 – i. e. 10

## Események

### Római birodalom
- Marcus Livius Drusus Libót és Lucius Calpurnius Pisót választják consulnak.
- Tiberius és testvére, Drusus meghódítja az észak-alpesi raetusokat (eközben vízi csatát vívnak a Bodeni-tavon) és megalapítják Raetia provinciát. A birodalom eléri a Duna vonalát.
- Augustus császár utasítására megalapítják Augusta Vindelicorumot (a mai Augsburgot).
- Drusus a császár parancsára elkezdi a Via Claudia Augusta építését, hogy az alpesi provinciák könnyebben elérhetőek legyenek.
- Lugdunum Sequanorumban, Gallia központjában létesül a birodalom első, Rómán kívüli pénzverdéje.

## Születések
- Germanicus, római hadvezér
- Phaedrus, római meseíró

## Halálozások
- Lucius Munatius Plancus római hadvezér, consul és censor.

## Fordítás
- Ez a szócikk részben vagy egészben  a(z)   15 BC című angol Wikipédia-szócikk ezen változatának fordításán alapul.  Az eredeti cikk szerkesztőit annak laptörténete sorolja fel. Ez a jelzés csupán a megfogalmazás eredetét és a szerzői jogokat jelzi, nem szolgál a cikkben szereplő információk forrásmegjelöléseként.